# Charles Bannelier
Charles Bannelier est un critique musical et musicographe français né le 15 mars 1840 à Paris, ville où il est mort le 30 septembre 1899.

## Biographie
Louis-Charles-Antoine Bannelier naît le 15 février 1840 à Paris,.
Il étudie au Conservatoire de Paris, où il obtient un troisième accessit d'harmonie en 1864 et un troisième accessit de contrepoint et fugue en 1865. Possédant également une culture de germaniste, il est l'auteur d'une nouvelle traduction de la Passion selon saint Matthieu de Jean-Sébastien Bach, version commandée par Charles Lamoureux, que le chef d'orchestre dirige en 1874.
Sous le titre Du beau dans la musique (1877 ; 2e éd. 1893), Bannelier est aussi le premier traducteur en France de l'essai Vom Musikalisch-Schönen [...]  (1854) d'Eduard Hanslick.
Comme critique musical, il collabore entre 1867 et 1880 à la Revue et gazette musicale de Paris, dont il est le dernier rédacteur en chef,. Le musicologue Joël-Marie Fauquet relève que dans son travail, Charles Bannelier soumet « l'actualité musicale à une réflexion esthétique attentive à la nouveauté sans pour autant qu'il souscrive systématiquement à celle-ci ».
Comme musicien, il est l'auteur de quelques transcriptions pour piano à quatre mains, dont une de la Symphonie fantastique d'Hector Berlioz.
Charles Bannelier meurt le 30 septembre 1899 à Paris,.